# Traťové zabezpečovací zařízení

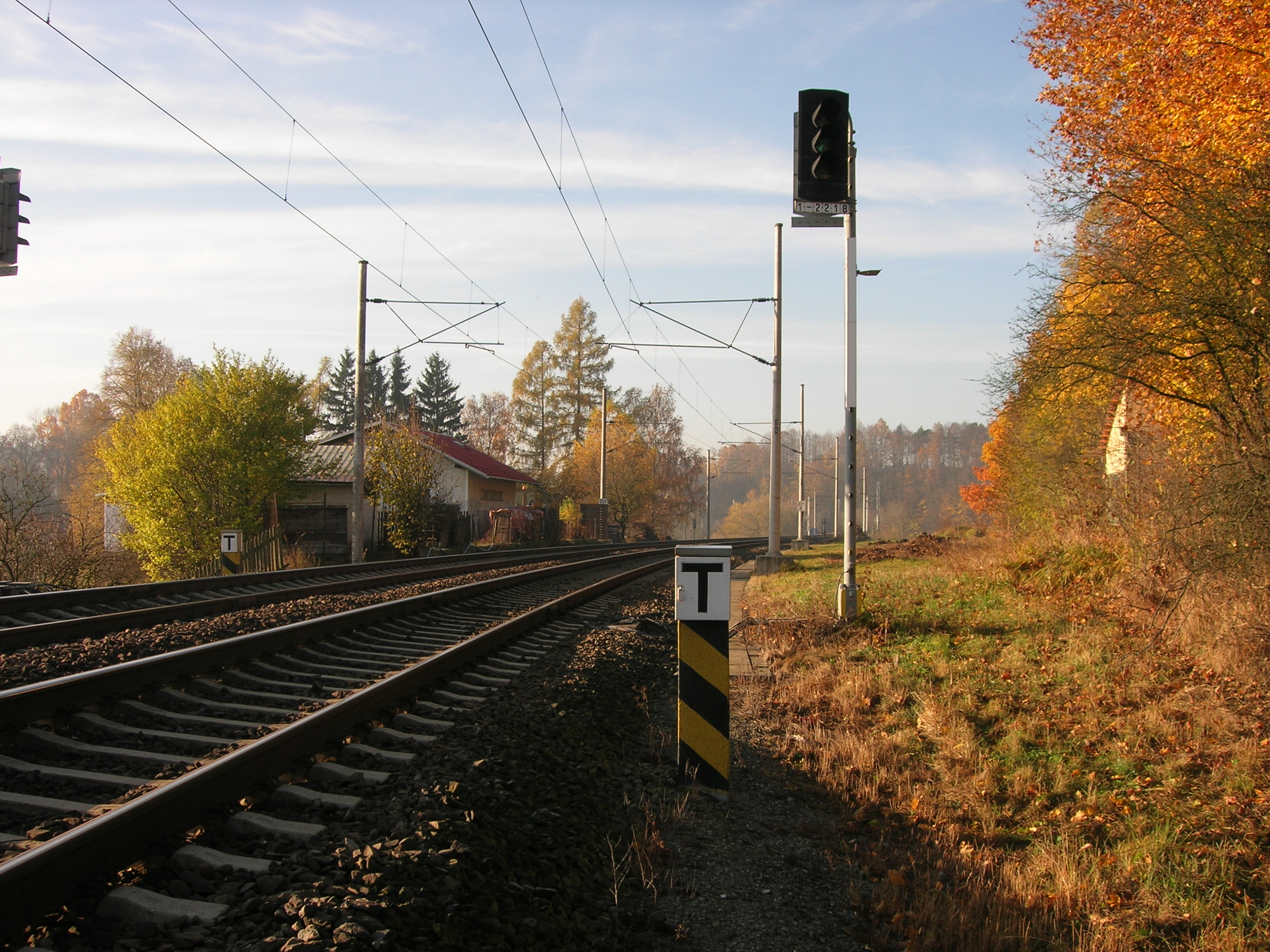
Návěstidlo autobloku nedaleko Svitav

Traťové zabezpečovací zařízení je železniční zabezpečovací zařízení, které slouží pro zajištění bezpečné jízdy vlaků a PMD na širé trati. Podobně jako staniční zabezpečovací zařízení i traťové zabezpečovací zařízení vytváří a zajišťuje podmínky pro jejich bezpečnou jízdu. Zabezpečuje tedy jízdy následných vlaků a vylučuje protisměrné jízdy vlaků (po jedné traťové koleji).
Traťová zabezpečovací zařízení se dělí podle stupně zabezpečení – podle toho, kolik výše uvedených podmínek kontroluje – do tří kategorií:
| Kategorie | Kontrola volnosti TO | Výluky protisměrných jízd vlaků | Příklady                                                            |
| --------- | -------------------- | ------------------------------- | ------------------------------------------------------------------- |
| 1.        | nemá                 | nemá                            | nezávislá návěstidla (oddílová návěstidla hlásek, krycí návěstidla) |
| 2.        | má částečně          | má                              | hradlové, reléové poloautomatické bloky                             |
| 3.        | má                   | má                              | automatická hradla, automatické bloky                               |

Pozn.: TO – traťový oddíl; pokud je v přehledu uvedeno „nemá“, za danou funkčnost odpovídá určený dopravní zaměstnanec; pokud je v přehledu uvedeno „má částečně“, za danou funkčnost spoluodpovídá určený dopravní zaměstnanec (např. zařízení zaregistruje průjezd vlaku kontrolním bodem a volnost oddílu kontroluje nepřímo dopravní zaměstnanec zjištěním (pohledem), že vlak projel celý – podle koncové návěsti)
Jízdy vlaků mezi jednotlivými dopravnami se zabezpečují:
- jízdou podle rozhledových poměrů (nezávisle na zabezpečovacím zařízení resp. bez něj)
- telefonickým dorozumíváním
  - v mezistaničních oddílech (tj. bez hlásek; není TZZ dle TNŽ 34 2620)
  - v traťových oddílech (tj. s hláskami; oddílová návěstidla hlásek jsou TZZ dle TNŽ 34 2620)
- poloautomatickým blokem (2. kategorie)
  - hradlovým poloautomatickým blokem
  - reléovým poloautomatickým blokem
- automatickým hradlem (3. kategorie)
  - s použitím kolejových obvodů
  - s použitím úseků počítačů náprav
- automatickým blokem (3. kategorie)

Dle technické normy železnic TNŽ 34 2620 se při telefonickém dorozumívání považují za TZZ první kategorie jen oddílová návěstidla hlásek a jejich ovládací obvody, nikoli však celý způsob zabezpečení.
V současnosti již nelze projektovat zabezpečovací zařízení 1. a 2. kategorie, s výjimkou regionálních tratí, kde je přípustné zabezpečovací zařízení 1. a 2. kategorie rekonstruovat, pokud nedojde ke změnám velkého rozsahu.

## Historie organizování vlakové dopravy
Nejstarším způsobem zabezpečení byla jízda podle jízdního řádu. Při zpoždění protijedoucích vlaků nebylo možné přeložit křižování, zpoždění tak silně narůstala. Riziko nehod bylo veliké. Přesto se tento systém udržel v provozu až do 80. let 20. století na tramvajové trati Liberec–Jablonec. Na tramvajové trati Ostrava-Poruba – Kyjovice-Budišovice tento systém přežil dokonce až do dubna 2008, kdy byl hlavní příčinou tragického střetu dvou tramvají.
Se zvyšující se rychlostí vlaků vyvstala potřeba zabezpečení jízdní cesty. Nejstarším způsobem zabezpečení volnosti mezistaničního úseku bylo použití žezla. Dalším stupněm vývoje bylo použití návěstidel a poté i telegrafu.
Automatické bloky, a nově i některá automatická hradla, jsou vybavovány kódováním vlakového zabezpečovače LS.